# Hans-Otto de Boor
Hans-Otto de Boor (* 9. September 1886 in Schleswig; † 10. Februar 1956 in Göttingen) war ein deutscher Rechtswissenschaftler.

## Leben
De Boor wurde als Sohn des Staatsarchivdirektors Albert de Boor (1852–1945) und Kathinka Mommsen geboren. Nachdem er zunächst Geschichte und Kunstgeschichte studiert hatte, entschied er sich dann für ein Studium der Rechtswissenschaften in Heidelberg, Berlin und Grenoble. Nach Absolvierung des ersten und zweiten juristischen Staatsexamen habilitierte er 1916/17 an der Universität Greifswald mit einer Arbeit zum Thema Urheber- und Verlagsrecht, nachdem er bereits 1910 an der Universität Heidelberg zum Dr. iur. promoviert worden war. 1913 heiratete er. Während seines Studiums in Heidelberg wurde de Boor Mitglied der Verbindung Rupertia.
Nach seiner Habilitationsschrift zum Urheber- und Verlagsrecht war de Boor ab 1917, zunächst als Privatdozent, in Göttingen tätig. 1921 erfolgte seine Berufung als Ordinarius nach Frankfurt am Main. 1934 ging er nach Marburg, war dann jedoch bereits ab 1935 als Professor für Deutsches Bürgerliches Recht, Zivilprozess, Urheberrecht und Rechtsvergleichung an der Universität Leipzig tätig.
Während des Dritten Reiches war er u. a. Mitglied des Nationalsozialistischen Rechtswahrerbunds, des Nationalsozialistischen Altherrenbunds, der Akademie für Deutsches Recht sowie Mitherausgeber der bedeutenden urheberrechtlichen Fachzeitschrift UFITA. Seit 1948 war er Mitglied der Sächsischen Akademie der Wissenschaften zu Leipzig und ab 1949 Mitglied der Deutschen Akademie der Wissenschaften. Im Jahr 1950 verließ er Leipzig – offiziell aus gesundheitlichen Gründen – und nahm einen Ruf an die Universität Göttingen an.

## Wirken
Über vier Jahrzehnte setzte sich de Boor mit einer Reform des deutschen Urheberrechts auseinander. In den letzten Jahren gehörte er einer Sachverständigenkommission des Bundesjustizministeriums an. Ein weiteres wichtiges Arbeitsfeld war die Rechtsvergleichung, wobei er sich vor allem der Erforschung des angelsächsischen Rechts widmete. Wichtige Arbeiten leistete er auch zur Reform des deutschen Zivilprozessrechtes.

## Werke
- Urheber- und Verlagsrecht, Habil. 1917.
- Die Entscheidung nach Lage der Akten. Ein Beitrag zur Lehre von der Schriftlichkeit im neuen Zivilprozeß, 1924.
- Die Deutsche Rentenbank und das Privatrecht. Eine Studie über die Grenzen zwischen bürgerlichen und öffentlichem Recht, 1924.
- Die Kollision von Forderungsrechten, 1928.
- Vom Wesen des Urheberrechts. Kritische Bemerkungen zum Entwurf eines Gesetzes über das Urheberrecht an Werken der Literatur, der Kunst und der Photographie, 1933.
- Die Methode des englischen Rechts und die deutsche Rechtsreform. Vortrag, gehalten in der Frankfurter Arbeitsgemeinschaft für Rechtsreform, 1934.
- Zur Reform des Zivilprozesses. Vom Sinn staatlicher und ständischer Gerichtsbarkeit; Antrittsvorlesung, gehalten vor der Leipziger Juristenfakultät, 1938.
- Die Auflockerung des Zivilprozesses. Ein Beitrag zur Prozeßreform, 1939.
- Rechtsstreit, einschließlich Zwangsvollstreckung. Ein Grundriss, 1940.
- Zwangsvollstreckung, Konkurs, Vergleich, 1940.
- Zur Lehre vom Parteiwechsel und vom Parteibegriff, 1941.
- Gerichtsschutz und Rechtssystem. Ein Beitrag zum Kampfe gegen das aktionenrechtliche Denken, 1941.
- Bürgerliches Recht, 1954.
- Zivilprozeßrecht, 1961.